# Hudson Utility Coupe
Hudson Utility Coupe – samochód osobowy produkowany pod amerykańską marką Hudson w latach 1937–1942.

## Dane techniczne
- Pojemność: 3,5 litra
- Cylindry: 6
- Typ silnika: dolnozaworowy
- Napęd: tylny